# Карл II Мюнстербергский
Карл II Мюнстербергский (чеш. Karel II Minsterberský, нем. Karl II von Münsterberg-Öls, Karl II von Podiebrad; 15 апреля 1545, Олесница — 28 февраля 1617, Олесница) — князь Олесницкий (1565—1617) и Берутувский (1604—1617), генеральный староста Силезии (1608—1617). Титулярный герцог Мюнстербергский (князь Зембицкий) и граф Кладский.

## Биография
Представитель чешской династии панов из Подебрад. Четвертый сын Генриха II (1507—1548), князя Зембицкого, Олесницкого и Берутувского, и Маргариты Мекленбург-Шверинской (1515—1559), старшей дочери герцога Генриха V Мекленбургского (1479—1552) от второго брака с Еленой Пфальцской (1493—1524).
После смерти отца в 1548 году малолетние братья Генрих III и Карл II получили в совместное владение Берутувское княжество. Первоначально юные князья Генрих и Карл находились по опекой своего дяди Иоахима Мюнстербергского, князя-епископа Бранденбургского. В 1561 году Карл II был отправлен своим дядей на учёбу в Вену. В Вене он проживал при дворе императора Священной Римской империи Фердинанда I Габсбурга. После смерти Фердинанда в 1565 году Карл еще шесть лет находился при дворе нового императора Максимилиана II Габсбурга, которого он сопровождал на всех рейхстагах, а также в поездках в Венгрии и далее.
В 1565 году после смерти своего дяди Иоганна Мюнстербергского, князя Зембицкого и Олесницкого, Карл II унаследовал Олесницкое княжество, а его старший брат Генрих III получил во владение Берутувское княжество. В 1568 году Карл II вместе с братом Генрихом III купил у своего двоюродного брата, князя зембицкого Карла Криштофа Мюнстербергского, принадлежавшую ему часть Олесницкого княжества, а после смерти последнего 17 марта 1569 года оба брата получили во владение всё Олесницкое княжество.
В 1587 году по поручению императора Священной Римской империи Рудольфа II герцог Карл Мюнстербергский ездил на элекционный сейм в Варшаву, на котором одним из кандидатов на польский престол был эрцгерцог Максимилиан III Австрийский.
Карл II был последователем Евангелического учения, которому он покровительствовал в своих владениях. В Тшебнице ему удалось организовать евангелическую церковь, хотя настоятельница храма Святой Ядвиги в Тшебнице яростно выступала против него, пользуясь поддержкой епископа вроцлавского, а также императора.
В 1605—1609 годах Карл II являлся регентом Легницко-Бжегского княжества, а также опекуном своих племянников, князей Иоганна Кристиана Бжегского и Георга Рудольфа Легницкого, которые воспитывались при его дворе в Олеснице.
В 1604 году Карл Мюнстербергский выкупил у семьи фон Шиндель Берутувское княжество, которое было продано его старшим братом Генрихом III в 1574 году.
С 1608 по 1617 год, в правление императоров Рудольфа II и Матвея Габсбургов, князь олесницкий и берутувский Карл II занимал должность генерального старосты Силезии
28 января 1617 года Карл II Мюнстербергский скончался в Олеснице. Он был похоронен в местной замковой церкви.

## Браки и дети
Карл II был дважды женат. 17 сентября 1570 года он женился в Моравска-Тршебова первым браком на Катарине Берке из Дуба (24 апреля 1553 — 31 марта 1583), дочери Яна Вацлава Берка из Дуба. Благодаря этому браку Карл приобрел панство Штерберк в Северной Моравии, которое принадлежало его потомкам до 1647 года. Дети от первого брака:
- Генрих Вацлав (27 августа 1575 — 10 октября 1591)
- Маргарита Магдалена (13 мая 1578 — 14 мая 1578)

1 октября 1585 года Карл Мюнстербергский вторым браком женился на Эльжбете Магдалене (17 ноября 1562 — 1 февраля 1630), младшей дочери князя Георга II Бжегского (1523—1586) и Барбары Бранденбургской (1527—1595). На церемонии бракосочетания присутствовали император Священной Римской империи Рудольф II, король Дании Фредерик II и имперские курфюрсты. Дети от второго брака:
- Георг (31 августа 1587 — 14 ноября 1587)
- Карл (8 января 1590 — 20 мая 1590)
- Генрих Вацлав (7 октября 1592 — 21 августа 1639), князь Берутувский (1617—1639), генеральный староста Силезии (1629—1639)
- Карл Фредерик (18 октября 1593 — 31 мая 1647), князь Олесницкий (1617—1647) и Берутувский (1639—1647), последний мужской представитель Подебрадской династии
- Барбара Маргарита (10 августа 1595 — 21 ноября 1652)
- Георг Иоахим (18 ноября 1597 — 21 июля 1598)
- Елизавета Магдалена (29 мая 1599 — 4 ноября 1631), муж с 25 ноября 1624 года князь Георг Рудольф Легницкий (1595—1653)
- София Катарина (2 сентября 1601 — 21 марта 1659), муж с 22 февраля 1638 года князь Георг III Бжегский (1611—1664).